# Festival OTI da Canção 1976
O Festival da OTI 1976 (em castelhano: Festival OTI de la Canción 1976) foi o quinto Festival da OTI e teve lugar no dia 30 de outubro de 1976 na cidade mexicana de Acapulco, no Teatro João Ruiz de Alarcom. Os apresentadores foram Raúl Velasco e Susana Dosamantes. Espanha ganhou o certame pela primeira vez, com a canção Canta cigarra, de María Ostiz.

## Resultados
| #   | País                  | Idioma                 | Artista                  | Canção                            | Tradução para português         | Posição | Pontuação |
| --- | --------------------- | ---------------------- | ------------------------ | --------------------------------- | ------------------------------- | ------- | --------- |
| 1º  | Equador               | Castelhano             | Tito del Salto           | "Esos veinte años"                | Esses vinte anos                | 15º     | 1         |
| 2º  | Nicarágua             | Castelhano             | Peter Vivas              | "De sol a sol"                    | De sol a sol                    | 8º      | 3         |
| 3º  | Panamá                | Castelhano             | Pablo Azael              | "Gracias amor"                    | Obrigado amor                   | 8º      | 3         |
| 4º  | Antilhas Neerlandesas | Castelhano             | Jaffy Brokkly            | "El primer criollo"               | O primeiro criolo               | 13º     | 2         |
| 5º  | Brasil                | Português & Castelhano | Denisse de Kalafe        | "María de las flores"             | Maria das flores                | 4º      | 9         |
| 6º  | México                | Castelhano             | Gilberto Valenzuela      | "De que te quiero, te quiero"     | Eu amo-te, eu amo-te            | 6º      | 8         |
| 7º  | Guatemala             | Castelhano             | Hugo Leonel Vaccaro      | "Qué haré sin ti"                 | O que farei sem ti              | 8º      | 3         |
| 8º  | Chile                 | Castelhano             | José Alfredo Fuentes     | "Era solo un chiquillo"           | Era apenas uma criança          | 3º      | 12        |
| 9º  | Uruguai               | Castelhano             | Ronald                   | "Otra vez cantaré"                | Cantarei novamente              | 7º      | 7         |
| 10º | Colômbia              | Castelhano             | Amparito                 | "Son de tambores"                 | Som de tambores                 | 4º      | 9         |
| 11º | Argentina             | Castelhano             | Adriana Santamaría       | "Cómo olvidar que te quise tanto" | Como esquecer que te amei tanto | 8º      | 3         |
| 12º | El Salvador           | Castelhano             | Walter Salvador Bautista | "Tú que no mueres en la muerte"   | Tu que não morres na morte      | 15º     | 1         |
| 13º | Estados Unidos        | Castelhano             | Carmen Moreno            | "Sangre antigua"                  | Sangue antigo                   | 19º     | 0         |
| 14º | Venezuela             | Castelhano             | Las Cuatro Monedas       | "Soy"                             | Sou                             | 2º      | 13        |
| 15º | Peru                  | Castelhano             | Fernando Llosa           | "Quiero salir al sol"             | Quero sair ao sol               | 15º     | 1         |
| 16º | Honduras              | Castelhano             | Wilson Reynoot           | "Por cantarle al mar"             | Para cantar para o mar          | 8º      | 3         |
| 17º | Costa Rica            | Castelhano             | Félix Ángel Lobo         | "Patria"                          | Pátria                          | 13º     | 2         |
| 18º | Espanha               | Castelhano             | María Ostiz              | "Canta, cigarra"                  | Canta, cigarra                  | 1º      | 14        |
| 19º | Porto Rico            | Castelhano             | Edward                   | "Quién"                           | Quem                            | 15º     | 1         |